# 莫濟列市鎮
莫濟列市鎮是斯洛文尼亞北部的一個市鎮，行政中心為莫濟列。市镇面积为53.5平方公里，2016年人口数量为4,062人。